# Rudolf Weigel
Rudolf Georg Weigel (* 2. November 1899 in Bretten, Bezirksamt Karlsruhe; † Januar 1955) war ein deutscher Elektroingenieur, Hochschullehrer und Rektor der Technischen Hochschule Karlsruhe, NSDAP- und SA-Mitglied, NSDDB-Funktionär sowie maßgebliche Kraft bei der Gleichschaltung seiner Hochschule im NS-Staat.

## Leben
Rudolf Weigel wurde als Sohn eines Zimmermanns geboren. Im Jahr 1900 verstarb sein Vater, so dass seine Mutter die Familie allein durchbringen musste. Nach dem Besuch der Realschule Bretten und der Oberrealschule in Karlsruhe, schloss er seine allgemeine Schulbildung mit dem Abitur ab. Dann wurde er Soldat im Ersten Weltkrieg. Anschließend studierte er Elektrotechnik an der Technischen Hochschule Karlsruhe. Nach dem Studium wurde er dort bei seinem Hochschullehrer Joachim Teichmüller 1. Assistent in dessen Lichttechnischem Institut.
Am 1. Oktober 1930 trat Weigel der NSDAP bei. Als gefragter Gauredner soll er am 12. März 1932 in einer öffentlichen Wahlversammlung der NSDAP-Ortsgruppe Ettlingen den ermordeten Politiker Matthias Erzberger im Sinne der seinerzeit verbreiteten Dolchstoßlegende verleumdet haben. Eine am 14. Mai erfolgte Anklage der Staatsanwaltschaft nach dem Republikschutzgesetz endete am 31. Mai 1932 mit einem Freispruch durch das Schöffengericht. Jedoch erhielt er am 28. Juni 1932 durch das badische Kultusministerium unter Eugen Baumgartner einen strengen Verweis, eine disziplinarische Maßnahme, die nach der Übernahme des Kultusressorts durch Otto Wacker allerdings wieder zurückgenommen wurde. Seine Tätigkeit als Gauredner setzte Weigel fort, 1935 erhielt er von seiner Partei den Status eines Reichsredners verliehen. 1933 wurde er Mitglied der SA. In deren Reihen erklomm er den Rang eines Obersturmbannführers.
Seine wissenschaftliche Laufbahn an der Technischen Hochschule Karlsruhe beschritt er unterdessen weiter: Nach einer Promotion zum Dr. Ing. reichte er am 14. Dezember 1931 ein Habilitationsgesuch ein. Als Referent empfahl sein Vorgesetzter Teichmüller die Habilitationsschrift zur Annahme, während Koreferent Walter Weizel sie als gerade noch für ausreichend erachtete. Allerdings lehnte die Habilitationskommission der Abteilung Elektrotechnik am 31. Januar 1933 die Fortsetzung des Habilitationsverfahrens ab. Zur Verteidigung seiner „wissenschaftlichen Ehre“ reichte Teichmüller in diesem Zusammenhang im Sommer 1933 sein Emeritierungsgesuch ein, nachdem er sich mit Rektor Hans Kluge (1881–1958) in einer scharfen Auseinandersetzung überworfen hatte. Teichmüller zog sein Emeritierungsgesuch zurück, als der Hochschulsenat am 26. Juli 1933 auf Fortsetzung des Habilitationsverfahrens mit einer neu einzureichenden Arbeit entschied. Diesem Angebot leistete Weigel bald darauf Folge. Am 10. November 1933 erhielt er die Lehrberechtigung seiner Hochschule für das Fach Lichttechnik. Sein mittlerweile abgekühltes Verhältnis zu seinem Vorgesetzten Teichmüller führte bald zur Kündigung der Assistentenstelle wegen „Unregelmäßigkeiten in der Zeiteinteilung des Dienstes“. Der Streit um diese Kündigung, die Rektor Kluge für nicht stichhaltig begründet hielt, endete damit, dass Eugen Fehrle, Ministerialrat im badischen Kultusministerium, Teichmüller am 12. April 1934 „bis auf weiteres“ beurlaubte und dessen gekündigten Assistenten Weigel vertretungsweise mit der Leitung und Ausübung der Lehre im Lichttechnischen Institut der Hochschule beauftragte. Zwischen Weigel und Fehrle bestand zu dieser Zeit ein besonderes Vertrauensverhältnis, das sich auch darauf gründete, dass Weigel bei der Durchführung des Gesetzes zur Wiederherstellung des Berufsbeamtentums als Informant und Denunziant Fehrle mehrfach zugearbeitet hatte, etwa in den Fällen der Professoren Wolfgang Gaede und Georg Bredig. Sein diesbezügliches Wirken wurde durch den Einfluss nationalsozialistischer Hochschulgruppen verstärkt, insbesondere von dem Nationalsozialistischen Deutschen Dozentenbund und dessen Beauftragten Karl-Theodor Nestle (1896–1963). Der badische Gauleiter und Reichsstatthalter Robert Wagner ernannte Weigel am 2. Oktober 1934 zum außerordentlichen Professor. Die Ernennung zum ordentlichen Professor erfolgte am 11. Juni 1937, nachdem das badische Kultusministerium ihn am 27. Februar 1937 als „Vorkämpfer des Nationalsozialismus an der TH“ zum Rektor vorgeschlagen und er das Rektorat am 22. April 1937 angetreten hatte.
Die Deutsche Lichttechnische Gesellschaft machte ihn am 8. Februar 1934 zu ihrem „Reichsführer“. Deren Neuordnung nach Führerprinzip und anderen nationalsozialistischen Grundsätzen vermeldete er bald darauf. Im selben Jahr wurde er Mitglied im Nationalsozialistischen Deutschen Dozentenbund. In dieser Organisation wirkte er von 1940 bis 1943 als Gaudozentenbundführer.
Ab 1938 verlieh ihm der NS-Staat diverse Auszeichnungen: die Ostmark-Medaille, die Sudetenland-Medaille, die Dienstauszeichnung der NSDAP in Bronze und am 12. Juni 1944 das Kriegsverdienstkreuz I. Klasse mit Schwertern.
Einer Herzerkrankung im März 1942 folgten Bemühungen von diversen Stellen in Partei und Staat, ihn als Rektor abzulösen. Die schließlich erst am 20. Januar 1944 verfügte Entlassung von Weigel aus dem Rektorat und die Ernennung des Nachfolgers Karl Georg Schmidt mit Wirkung zum 1. März 1945 scheiterte, weil der Nachfolger wegen einer Infektion und eines Krankenhausaufenthaltes das Amt nicht antreten konnte.
Als der Zweite Weltkrieg beendet war, wurde Weigel von den Besatzungsbehörden festgenommen und inhaftiert. In Lagerhaft wartete er auf den Abschluss eines sich lange hinziehenden Entnazifizierungsverfahrens. Am 19. Juli 1949 stufte ihn die Berufungskammer IV Karlsruhe als „Belasteten“ ein und verurteilte ihn zu achteinhalb Jahren Arbeitslager, eine Strafe, die durch die bereits abgesessene Haftzeit als bereits verbüßt galt.
Weigel starb Anfang 1955. Ende Januar wurde er auf dem Rüppurrer Friedhof in Karlsruhe unter Anteilnahme einer großen Trauergemeinde beerdigt. Auf seinen Lehrstuhl für Lichttechnik und zum Leiter des Lichttechnischen Instituts hatte man 1949 Paul Schulz (1911–1993) berufen.

## Schriften (Auswahl)
- Zur Frage der Blendung, insbesondere durch Automobil-Scheinwerfer. In: Zeitschrift für technische Physik. Band 6, 1925, S. 504.
- Über das Licht als Werkzeug und über die Wirtschaftlichkeit von Leuchtung und Beleuchtung. In: Licht und Lampe. (1926), S. 303.
- Grundsätzliches über die Blendung und ihre Definition sowie über ihre Messung und Bewertung. In: Licht und Lampe. Band 18, 1929, S. 995, 1051.
- Untersuchungen über die spektralrelative Hellempfindlichkeit des Auges. 1932.
- Experimentelle Untersuchungen an lichttechnischen Gläsern. 1933.
- Untersuchungen über die Sehfähigkeit im Natrium- und Quecksilberlicht, insbesondere bei der Straßenbeleuchtung. In: Licht. Band 5, 1935, S. 211.
- Der nationalsozialistische Führungsgedanke in den Betrieben. 1936.
- Aus der Arbeit neuzeitlicher Lichttechnik und über die Aufgaben der Deutschen Lichttechnischen Gesellschaft e. V. (DLTG). 1937.
- Philipp Lenard, der Vorkämpfer der deutschen Physik. 1937.
- mit Otto H. Knoll: Über die Leuchtdichten und Kontrastverhältnisse auf Straßendecken bei ortsfester Beleuchtung. In: Licht. Band 8, 1938, S. 201.
- mit Otto H. Knoll: Neue Untersuchungen über Schwellenwerte. In: Licht. 10 (1940), Heft 9.
- mit Otto H. Knoll: Über die Wahrnehmung in Schwellennähe unter dem Einfluß nachbarlicher Störleuchtdichten. In: Licht. 12 (1940), Heft 4.
- Die Anwendung polarisierten Lichtes zur Verhinderung der Blendung im Kraftverkehr. In: Optik. Band 3, 1949, S. 169.
- Die Leuchtdichtetechnik in der Straßenbeleuchtung. In: Lichttechnik. Band 3, 1951, S. 245.
- Grundzüge der Lichttechnik. 1952.